# بات بوريل
بات بوريل (بالإنجليزية: Pat Burrell) هو لاعب كرة قاعدة أمريكي، ولد في 10 أكتوبر 1976 في يوريكا سبرينغز في الولايات المتحدة.

## وصلات خارجية
- بات بوريل على موقع دوري كرة القاعدة الرئيسي (الإنجليزية)
- بات بوريل على موقعبيزبول رفرنس.كوم (الدوري الرئيسي) (الإنجليزية)
- بات بوريل على موقعبيزبول رفرنس.كوم (الدوري الثانوي) (الإنجليزية)
- بات بوريل على موقع إي إس بي إن.كوم (أم.أل.بي) (الإنجليزية)
- بات بوريل على موقع مشجعي الرسوم البيانية (الإنجليزية)